# Martin Kaymer
Martin Kaymer, född 28 december 1984 i Düsseldorf, Nordrhein-Westfalen, är en tysk professionell golfspelare som är aktiv på Europatouren. 
28 februari 2011 blev han världsetta i golfens världsrankning för herrar, en rankning som stod sig i åtta veckor innan Lee Westwood återtog den.
2007 fick han pris som bästa nykomling på Europatouren, den så kallade Sir Henry Cotton Rookie of the Year Award.
Han har vunnit elva tävlingar på Europatouren inkluderat två majors - PGA Championship 2010 och US Open 2014. Bland de övriga vinsterna återfinns Abu Dhabi Golf Championship i januari 2008 och BMW International Open i juni 2008.

## Referenser

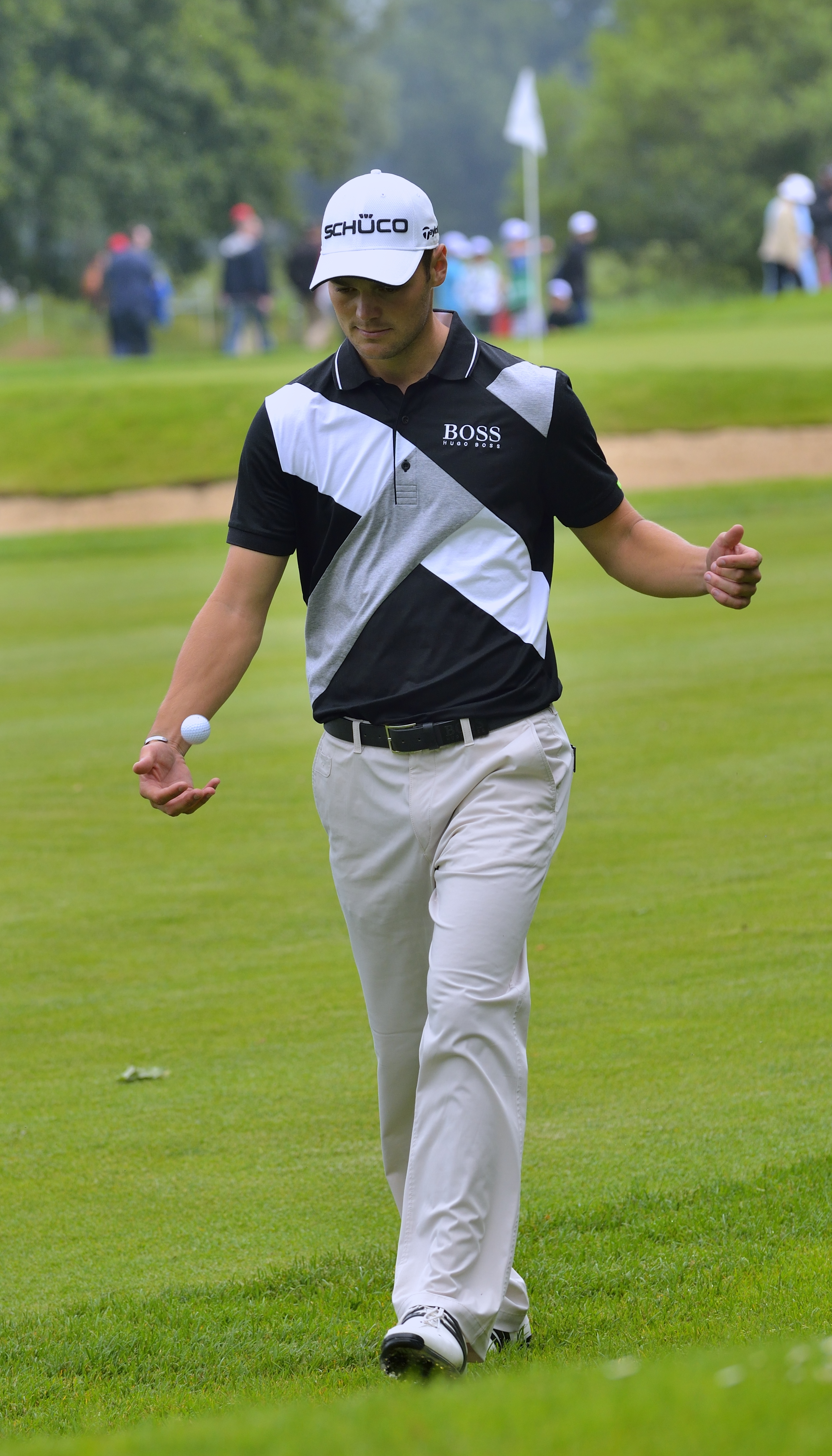